# Wilhelm Siegmund Teuffel

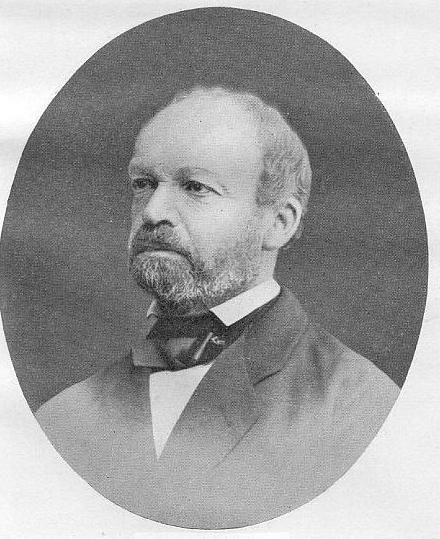
Wilhelm Siegmund Teuffel

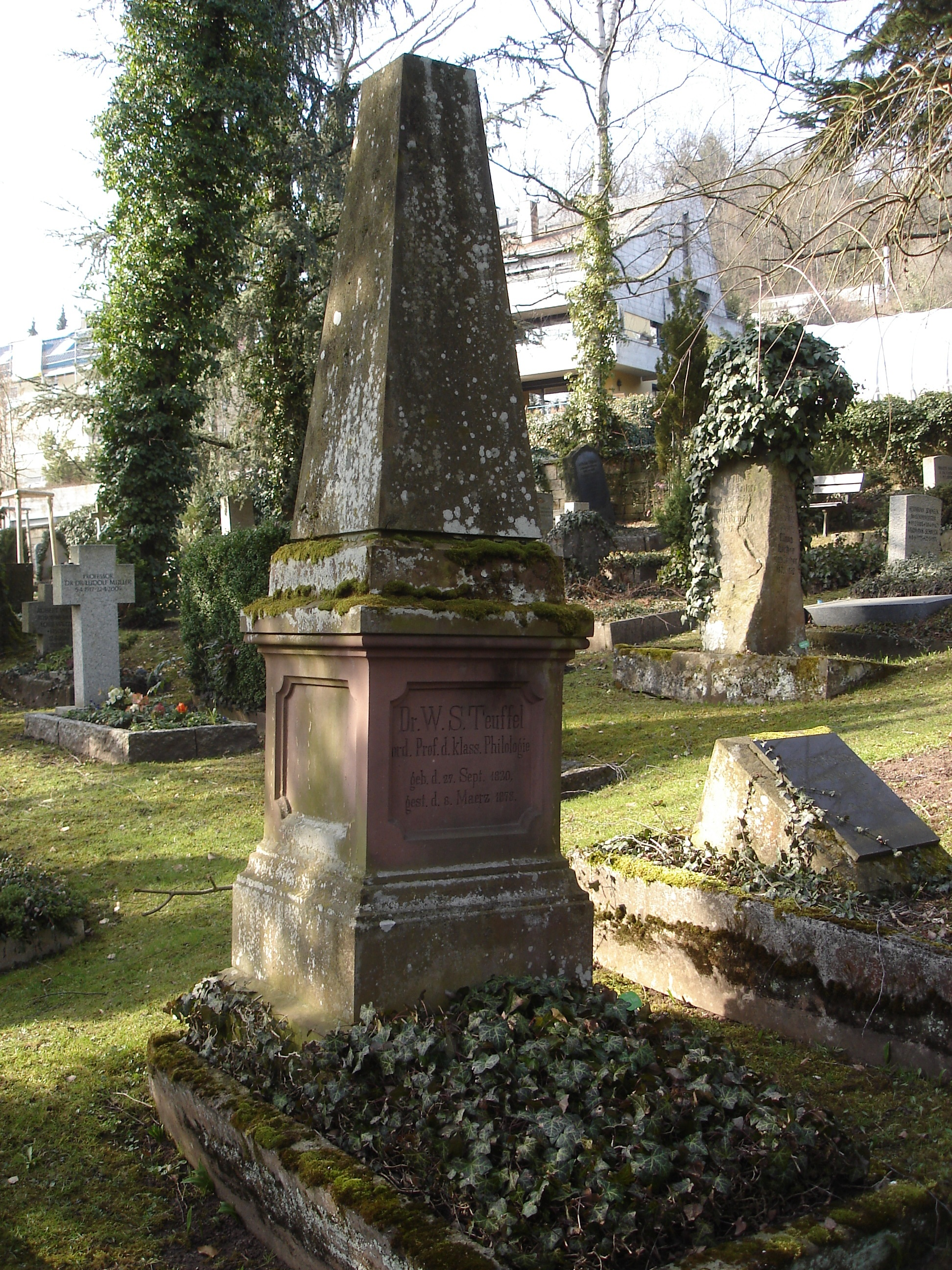
Grab in Tübingen

Wilhelm Siegmund von Teuffel (* 27. September 1820 in Ludwigsburg; † 8. März 1878 in Tübingen) war ein deutscher klassischer Philologe.

## Leben
Wilhelm Si(e)gmund Teuffel wurde 1820 in Ludwigsburg als Sohn des Arztes Andreas Teufel geboren. Anders als der Vater schrieb er schon in seiner Jugend seinen Namen mit zwei f. Teuffels Mutter starb 1821, der Vater 1829. Der damals neunjährige Knabe wurde von seiner Stiefmutter in das Königliche Waisenhaus in Stuttgart überwiesen. Im gleichen Jahr gelang ihm die Aufnahme in die III. Klasse des Königlichen Gymnasiums, wo Teuffel durch seine Auffassungsgabe und seinen Fleiß jedes Jahr einen Schulpreis davontrug. Nach dem Examen 1834 entschied er sich für ein Studium der evangelischen Theologie und bezog das Seminar am Kloster Urach. Nach vier Jahren wurde er in das Stift für die höhere Theologie aufgenommen, das mit der Tübinger Universität verbunden war. Das damalige Theologiestudium in Urach verlangte von den Studenten umfangreiche Beschäftigung mit Philosophie, Geschichte, Mathematik und modernen Fremdsprachen.
Obwohl ihn seine Dozenten der Klassischen Philologie, die Tübinger Professoren Ernst Christian Walz und Gottlieb Lukas Friedrich Tafel, nicht beeindruckten, beschäftigte sich Teuffel intensiv mit griechischer und lateinischer Literatur. Aus seinen Forschungen zu Horaz ging 1840 eine Preisschrift hervor, aus der wiederum die Schriften Charakteristik des Horaz, ein Beitrag zur Litteraturgeschichte (Leipzig 1842), Horaz, eine litterar-historische Uebersicht (Tübingen 1843) und Prolegomena zur horazischen Chronologie (Zeitschrift für die Altertumswissenschaft, 1842). Aufgrund dieser Schriften erlangte Teuffel 1843 die Doktorwürde der Philosophischen Fakultät mit Auszeichnung. Sein theologisches Examen hatte er im Herbst 1842 bestanden.
Die ersten Jahre nach dem Studium verbrachte Teuffel als Vikar bei einem verwandten Landpfarrer in der Nähe von Stuttgart, aber sein Hang zu den Altertumswissenschaften brachte ihn von einer geistlichen Laufbahn immer mehr ab. Im Sommer 1844 ermöglichte ihm ein Reisestipendium eine halbjährige Bildungsreise nach Norddeutschland, die ihn nach Stationen in Heidelberg, Köln, Bonn, Gießen, Marburg, Göttingen, Eisenach, Gotha, Weimar, Jena, Schulpforta, Halle, Leipzig, Dresden nach Berlin führten, wo er vier Monate lang blieb. Habilitationsangebote in Halle und Jena hatte er ausgeschlagen. Stattdessen erreichte er nach seiner Rückkehr im Spätherbst 1844 in Tübingen seine Habilitation mit der Schrift De Juliano imperatore christianismi contemptore et osore (‚Kaiser Julian, Verächter und Hasser des Christentums‘). Er wurde zum Privatdozenten ernannt und begann im Sommersemester 1845 seine Lehrtätigkeit an der Universität Tübingen. Im Sommer desselben Jahres übernahm er mit Ernst Christian Walz die Herausgabe der Real-Encyclopädie der classischen Alterthumswissenschaft des verstorbenen August Friedrich Pauly.
Als 1847 nach dem Scheiden Tafels ein Lehrstuhl für Klassische Philologie in Tübingen vakant wurde, bewarb sich Teuffel auf die Stelle. Als sich die Universitätsleitung jedoch für den älteren Albert Schwegler entschied, wechselte Teuffel enttäuscht als Hilfslehrer an das Königliche Gymnasium zu Stuttgart. Hier arbeitete er zwei Jahre lang. Anschließend ging er als Privatdozent nach Tübingen zurück und wurde schon nach wenigen Wochen, am 19. Juli 1849, zum außerordentlichen Professor ernannt.
Nachdem 1857 zuerst Schwegler, dann Walz gestorben waren, wurde Teuffel im September 1857 zum ordentlichen Professor ernannt und mit der Betreuung der archäologischen Abteilung betreut. Neben ihm wurde der Gymnasiallehrer Karl Hirzel zum ordentlichen Professor berufen und zum Ersten Vorsitzenden des Seminars ernannt. Nachdem Hirzel 1864 als Schulleiter an das Königliche Gymnasium zu Stuttgart wechselte, stieg Teuffel zum Ersten Seminar-Vorsitzenden auf.
Im März 1874 nahm Teuffel an einer Veranstaltung der Demokratischen Volkspartei teil und bekannte sich dort zu gewissen Sympathien für diese, „obgleich er selbst kein Demokrat sei“. „Mehrere Studenten“ nahmen ihn in der Folge gegen Angriffe in der Tageszeitung „Tübinger Chronik“ in Schutz, hinter denen sie andersgesinnte, d. h. deutschnationale „Collegen“ vermuteten.
Am 8. März 1878 starb Wilhelm Siegmund Teuffel im Alter von 57 Jahren.

## Leistungen
Teuffels Forschungs- und Publikationstätigkeit brachte zahlreiche Werke hervor, die für die Altertumswissenschaften im 19. Jahrhundert von wegweisender Bedeutung waren. Sein frühestes bedeutungsvolles Werk war die Herausgabe der Real-Encyclopädie der classischen Alterthumswissenschaften, die nach dem Tod ihres Herausgebers August Friedrich Pauly am 2. Mai 1845 darniederlag. Teuffel besorgte sie gemeinsam mit seinem älteren Kollegen Ernst Christian von Walz, bis dieser 1847 aus gesundheitlichen Gründen seine Arbeit einstellen musste. Von da an brachte Teuffel das Unternehmen allein zu Ende. Der letzte Teilband wurde 1852 veröffentlicht. Den ersten Band gab er 1864 und 1866 in zweiter, völlig umgearbeiteter Auflage in zwei Teilbänden heraus, um die „oft beklagte Ungleichheit“ dieses Bandes gegenüber den anderen zu beseitigen (siehe Vorwort, S. VI).
Ein weiteres wichtiges Werk ist seine Geschichte der römischen Litteratur, die erste vollständige Darstellung der lateinischen Literatur der Antike in deutscher Sprache. Zu Teuffels Lebzeiten erschienen drei Auflagen. Sein Kollege Ludwig von Schwabe brachte 1882 die vierte Auflage heraus, die noch in einem Band erschien. Die fünfte Auflage (1890), ebenfalls von Schwabe, erschien in zwei Bänden. Wilhelm Kroll und Franz Skutsch veröffentlichten 1910–1913 die sechste und bislang letzte Auflage des Werkes, die einen Umfang von vier Bänden aufweist.

## Nobilitierung
Wilhelm Siegmund Teuffel erhielt 1875 das Ritterkreuz Erster Klasse des Ordens der württembergischen Krone, welches mit dem persönlichen Adelstitel verbunden war.

## Werke
- Geschichte der römischen Litteratur. Drei Bände. Nachdruck der 6. Aufl. von 1916. Scientia, Aalen 1965.
- Prolegomena zur Chronologie der horazischen Geschichte (in Zeitschrift für die Altertumswissenschaft, 1842)
- Charakteristik des Horaz. Leipzig 1842
- Horaz, eine litterar-historische Übersicht. Tübingen, 1843
- Der codex Tubingensis zu Platon. In: Rheinisches Museum für Philologie, N.F., Bd. 29 (1874), S. 175–179.
- Lateinische Stilübungen. Aus dem Nachlasse des Wilhelm Sigmund Teuffel. Hrsg. von Sigmund Teuffel, Freiburg 1887
- Studien und Charakteristiken zur griechischen und roemischen Litteraturgeschichte. 1889 (enthalten wertvolle Beiträge zur Geschichte der griechischen und römischen Literatur)